# Liste von Bauwerken in Chomutov
Die Liste von Bauwerken in Chomutov beinhaltet die bedeutendsten Bauten der modernen Architektur aus der Zeit von 1850 bis 2000 in Chomutov. Die aufgeführten Gebäude geben einen Überblick über die Architekturgeschichte der letzten 150 Jahre, sie führen den Betrachter durch die Architekturstile dieser Periode. Nur wenige dieser Bauten stehen unter Denkmalschutz. Diese Liste ergänzt die Liste der denkmalgeschützten Objekte in Chomutov.
Das Zentrum der Stadt ist 1992 zu einer städtischen Denkmalzone erklärt worden. Dort befinden sich die historischen Bauwerke, die unter Denkmalschutz stehen, siehe Liste der denkmalgeschützten Objekte in Chomutov.

## Liste von Bauwerken in Chomutov – Komotau
Die bedeutendsten moderneren Bauwerke sind in dieser Liste zusammengestellt. Gebäude, die unter Denkmalschutz stehen, sind mit der ÚSKP-Nr. der Zentralen Liste der Kulturdenkmale der Tschechischen Republik (Ústřední seznam kulturních památek České republiky) gekennzeichnet.
| Lage                                                           | Objekt                                                                                            | Architekt                                      | Baujahr      | Beschreibung | ÚSKP-Nr.                 | Bild                                                                                              |
| -------------------------------------------------------------- | ------------------------------------------------------------------------------------------------- | ---------------------------------------------- | ------------ | --- | ------------------------ | ------------------------------------------------------------------------------------------------- |
| náměstí 1. máje 1 (früher Marktplatz) (Standort)               | Altes Rathaus und St. Katharina-Kirche – ehem. Deutschritter-Kommende                             |                                                |              | Ehem. Kommende des Deutschen Ritterordens, umgebaut zum Renaissance-Schloss mit Katherinakirche, später Rathaus und Museum                                                                 | 44115/5-885 Info Katalog | weitere Bilder                                                                                    |
| náměstí 1. máje 85, Palackého, Ruská (Standort)                | Jesuitenkolleg                                                                                    | Carlo Lurago (1615–1684)                       | 17. Jhdt.    | Ehem. Jesuitenkollegium mit St. Ignatiuskirche und Speicher, später Kaserne, jetzt Stadtbibliothek                                                                                         | 46891/5-883 Info Katalog | weitere Bilder                                                                                    |
| Palackého 86 (früher Lange Gasse) (Standort)                   | Altes Gymnasium                                                                                   |                                                |              | urspr. Haus des Georg Popel von Lobkowicz; später Jesuiten-Gymnasium, jetzt Museum und Bibliothek                                                                                          | 46891/5-883 Info Katalog | weitere Bilder                                                                                    |
| Boženy Němcové 552/32 (früher Parkweg) (Standort)              | Stadttheater – ehem. Parksäle                                                                     |                                                | 1905         | Konzert- und Theatersaal mit 500 Sitzplätzen sowie kleiner Saal mit 100 Plätzen, auf dem Gebäude bis in die 1970er Jahre vier Sandstein-Figuren (Musen)                                    | Wikidata-Objekt anzeigen | weitere Bilder                                                                                    |
| Na Příkopech 663 (früher Am Graben) (Standort)                 | Bezirksgericht                                                                                    |                                                | 1871–1874    | |                          | weitere Bilder                                                                                    |
| Palackého 238/3 (Standort)                                     | Klosterkirche St. Georg und Mädchenpensionat am Kloster der Barmherzigen Schwestern vom Hl. Kreuz | Josef Ehm                                      | 1869         | jetzt Mittelschule für Krankenpfleger |                          | Klosterkirche St. Georg und Mädchenpensionat am Kloster der Barmherzigen Schwestern vom Hl. Kreuz |
| Pražská 673/15 (früher Prager Str.) (Standort)                 | Alte Gewerbeschule                                                                                | Christian Theodor Reuter (1838–1909)           | 1874         | alte Gewerbeschule mit Lehrwerkstätten, später V. Mädchenschule |                          | Alte Gewerbeschule                                                                                |
| Beethovenova 662/21 (früher Beethovenstr.) (Standort)          | Lehrerbildungsanstalt (Pädagogium)                                                                |                                                | 1874         | jetzt Grundschule |                          | weitere Bilder                                                                                    |
| Náměstí T. G. Masaryka 3100 (früher Siemensplatz) (Standort)   | Ehem. Bezirkshauptmannschaft (Okresní hejtmanství)                                                | Arthur Payr                                    | 1931–1934    | jetzt Polizei-Behörde |                          | Ehem. Bezirkshauptmannschaft (Okresní hejtmanství)                                                |
| Školní 1162/52 (früher Richard-Wagner-Str.) (Standort)         | Bürgerhaus                                                                                        | Anton Kunert                                   | 1906         | |                          | Bürgerhaus                                                                                        |
| Školní 1251/57 (Standort)                                      | Ehem. Waisenhaus                                                                                  | F. A. Leinweber                                | 1910/11      | jetzt Grundschule |                          | Ehem. Waisenhaus                                                                                  |
| Školní 785/56 (Standort)                                       | Ehem. Waisenhaus                                                                                  |                                                |              | jetzt Mittelschule für Elektro-Ausbildung |                          | Ehem. Waisenhaus                                                                                  |
| Školní 1060/50 (Standort)                                      | Neue Gewerbeschule (Staatsgewerbeschule)                                                          | Adalbert Pasdirek-Coreno                       | 1902         | 1927 Umbau und Erhöhung um Obergeschoss und Dachgeschoss, jetzt Mittlere Industrie- und Höhere Gewerbeschule (SPSCV) und Fakultät für Maschinenbau der Jan Evangelista Purkyně-Universität |                          | weitere Bilder                                                                                    |
| Kochova 1185 (früher Kochstr.) (Standort)                      | Bezirkskrankenhaus                                                                                | Adolf Schwarzer                                | 1908         | |                          | Bezirkskrankenhaus                                                                                |
| Kochova 1417/11 (Standort)                                     | Haus der Ärzte                                                                                    | Adolf Meretich                                 | 1922         | |                          | Haus der Ärzte                                                                                    |
| Husovo nám. 104/1 (früher Schulplatz) (Standort)               | Knaben-Bürgerschule                                                                               |                                                | 1853         | Schule im Empire-Stil, jetzt Magistrat der Stadt Chomutov | 23942/5-906 Info Katalog | Knaben-Bürgerschule                                                                               |
| Husovo nám. 38 (Standort)                                      | Ehem. Hauptpost                                                                                   |                                                | 1853         | bis 1915 Hauptpost, jetzt Wohn- und Geschäftshaus | 34892/5-909 Info Katalog | Ehem. Hauptpost                                                                                   |
| Chelčického 97/1 (früher Frohngasse) / nám. 1. Máje (Standort) | Ehem. Hotel Scherber                                                                              |                                                | 1927/28      | |                          | Ehem. Hotel Scherber                                                                              |
| Revoluční 48/13 (früher Herrengasse) (Standort)                | Wohn- und Geschäftshaus                                                                           |                                                |              | ehem. Weinhandlung Binder, jetzt Wein-Restaurant „Zu den zwei Rittern“(U Dvou rytířů) |                          | Wohn- und Geschäftshaus                                                                           |
| Nerudova 63/16 (früher Fleischbankgasse) (Standort)            | Ehem. Hauptpost und Telegrafenamt (genannt „Rundpostamt“)                                         |                                                | 1915         | |                          | Ehem. Hauptpost und Telegrafenamt (genannt „Rundpostamt“)                                         |
| Riegrova 229/1 (früher Heinrichstr.) (Standort)                | Wohn- und Geschäftshaus                                                                           |                                                |              | jetzt Sitz einer Versicherung |                          | Wohn- und Geschäftshaus                                                                           |
| Nádražní 594 (früher Bahnhofstr.) (Standort)                   | Bahnhof Chomutov                                                                                  |                                                | 1870         | Bahnhof Komotau der ehem. Buschtěhrader Eisenbahn | Wikidata-Objekt anzeigen | weitere Bilder                                                                                    |
| Nádražní 636 (Standort)                                        | Ehem. Bahnhof Komotau DBE                                                                         |                                                | 1872         | ehem. Bahnhof Komotau DBE der ehem. Dux-Bodenbacher Eisenbahn, jetzt Güterabfertigung |                          | Ehem. Bahnhof Komotau DBE                                                                         |
| Puškinova 403 (Standort)                                       | Siechenhaus (Altersheim)                                                                          | Josef Zasche                                   | 1911/12      | ehemaliges Armenhaus „Kaiserin Elisabeth“ von Komotau, später Poliklinik und Sitz der tschechischen Polizei in Chomutov                                                                    |                          | weitere Bilder                                                                                    |
| Mánesova 136 (früher Albrecht-Dürer-Str.) (Standort)           | Escomptebank                                                                                      | Karl Jaray                                     | 1923         | jetzt Kommerzbank |                          | Escomptebank                                                                                      |
| Mánesova (Standort)                                            | Ehem. evangelische Gustav-Adolf-Kirche am Stadtpark                                               | Gebr. John                                     | 1899         | 1973 gesprengt | Wikidata-Objekt anzeigen | Ehem. evangelische Gustav-Adolf-Kirche am Stadtpark                                               |
| Mánesova 1999 (Standort)                                       | Jahn-Turnhalle                                                                                    | Arthur Payr                                    | 1932/33      | |                          | Jahn-Turnhalle                                                                                    |
| Mostecká (früher Weingasse) (Standort)                         | Ehem. Synagoge                                                                                    |                                                | 1876         | zerstört 1938 | Wikidata-Objekt anzeigen | weitere Bilder                                                                                    |
| Mostecká (Standort)                                            | Alte Brauerei – ehem. Bürgerliches Bräuhaus                                                       |                                                |              | 2011 abgerissen |                          | Alte Brauerei – ehem. Bürgerliches Bräuhaus                                                       |
| Mostecká 3000 (früher Brüxer Str.) (Standort)                  | Gymnasium                                                                                         | A. Payr zusammen mit Stadtbaudirektor Landisch | 1932         | ehem. Goethe-Gymnasium am Weinberg |                          | Gymnasium                                                                                         |
| Čelakovského 3389/2 (früher Schillerstr.) (Standort)           | Villa                                                                                             |                                                |              | |                          | Villa                                                                                             |
| Čelakovského 823/6 (Standort)                                  | Villa Stallmach                                                                                   |                                                |              | Besitzer: Stallmach, später Josef Heller |                          | Villa Stallmach                                                                                   |
| Čelakovského 822/8 (Standort)                                  | Villa                                                                                             |                                                |              | Villa, jetzt Kinderhaus |                          | Villa                                                                                             |
| Čelakovského 853/10 (Standort)                                 | Villa Carl Mocker / Villa Bartonitz                                                               | Ludwig Daut                                    | 1892/93      | Besitzer: Bartonitz – Betreiber des Parksäle-Restaurants |                          | Villa Carl Mocker / Villa Bartonitz                                                               |
| Čelakovského 854/12 (Standort)                                 | Villa Storch                                                                                      |                                                |              | Besitzer: JUDr. Ernst Ferdinand Storch (1865–1938), Bürgermeister von Komotau von 1910 bis 1933                                                                                            |                          | Villa Storch                                                                                      |
| Čelakovského 1017/14 (Standort)                                | Villa Herold                                                                                      |                                                |              | Besitzer: Richard Herold, Fa. Glockengießerei, Prager Str. 702/10 |                          | Villa Herold                                                                                      |
| Čelakovského 855/16 (Standort)                                 | Villa Lehmann                                                                                     |                                                |              | [ 7 ] |                          | Villa Lehmann                                                                                     |
| Čelakovského 1074/18 (Standort)                                | Villa Scherber                                                                                    |                                                |              | Besitzer des Hotels Scherber am Markt |                          | Villa Scherber                                                                                    |
| Čelakovského 821/20 (Standort)                                 | Villa Konirsch                                                                                    |                                                |              | Besitzer: Konirsch, Komotauer Blech- und Lackwarenfabrik |                          | Villa Konirsch                                                                                    |
| Čelakovského 1090/22 (Standort)                                | Villa Goldmann                                                                                    | Adalbert Pasdirek-Coreno                       | 1910         | Sezessionsstil, Besitzer: JUDr. Richard Goldmann (1861–1924), Hauptvertreter der Mannesmann-Werke AG Komotau, 1938 enteignet, ab 1970 Haus der Pioniere, jetzt Ruine                       | Wikidata-Objekt anzeigen | Villa Goldmann                                                                                    |
| Přemyslova 1130 (Standort)                                     | Villa Rocher                                                                                      |                                                |              | jetzt Pension Villa E. Landisch |                          | Villa Rocher                                                                                      |
| Přemyslova 1231/18 (Standort)                                  | Villa                                                                                             |                                                |              | |                          | Villa                                                                                             |
| Politických vězňů 1172/13 (früher Roseggersteig) (Standort)    | Villa Irnisch                                                                                     |                                                |              | Besitzer: Oskar Irnisch, Direktor der Poldihütte |                          | Villa Irnisch                                                                                     |
| Politických vězňů 1257 (Standort)                              | Villa Mannesmann                                                                                  |                                                | 1905         | Bewohner: Otto Klesper, Direktor der Mannesmann-Röhren-Werke AG |                          | Villa Mannesmann                                                                                  |
| Kpt. Jaroše 1830/2 (früher Am Kolbenschlag) (Standort)         | Villa Stefania                                                                                    |                                                |              | [ 11 ] |                          | Villa Stefania                                                                                    |
| Mostecká 1544/1 (Standort)                                     | Villa Weiß                                                                                        |                                                |              | [ 12 ] |                          | Villa Weiß                                                                                        |
| Mostecká 1184/5 (Standort)                                     | Villa Emilia                                                                                      |                                                |              | auch Villa Weiss |                          | Villa Emilia                                                                                      |
| Mostecká 1174/9 (Standort)                                     | Villa Victoria                                                                                    |                                                |              | Besitzer: Gottfried Ritter (1891–1962) |                          | Villa Victoria                                                                                    |
| Mostecká 387/24 (Standort)                                     | Villa                                                                                             |                                                |              | jetzt Hotel Merlin |                          | Villa                                                                                             |
| Mostecká 852/41 (Standort)                                     | Villa Sebastian                                                                                   |                                                |              | [ 15 ] |                          | Villa Sebastian                                                                                   |
| Moravská 3110 (früher Grenzstr.) (Standort)                    | Villa Smeibidl                                                                                    | H. C. Wurm                                     | 1933/34      | Besitzer: Rudolf Smeibidl. Stil: Expressionismus |                          | Villa Smeibidl                                                                                    |
| Stromovka 1927 (früher Hüttenweg) (Standort)                   | Villa Trude Ritter                                                                                | Rudolf Hildebrand (1886–1947)                  | 1931         | Besitzer: Gertud Ritter (1896–1981). Stil: Funktionalismus |                          | Villa Trude Ritter                                                                                |
| Škroupova 1403/1 (Standort)                                    | Wohnhaus Anton Herget                                                                             | Friedrich Kick                                 | 1922/23      | Anton Herget (1874–1944), Professor an der k. k. Lehrerbildungsanstalt in Komotau |                          | Wohnhaus Anton Herget                                                                             |
| Chomutov 2000 (Standort)                                       | Ehem. Hutbergwarte mit dem Aussichtsturm „Hans Kudlich“                                           | H. Kugler                                      | 1931         | Ehem. Hutbergwarte; später Hotel Partyzán, nach Brand 2004 wieder instand gesetzt, jetzt Forrest-Hotel auf dem Berg Strážiště (Hutberg, 511 m)                                             |                          | weitere Bilder                                                                                    |
| im Kamenička-Tal (Standort)                                    | Talsperre Komotau am Neuhauser Flößbach                                                           | Otto Lueger                                    | 1899         | gekrümmte Gewichtsstaumauer |                          | weitere Bilder                                                                                    |
| Grégrova 710/55 (früher Gärtnergasse) (Standort)               | Wohnhaus für Mannesmann-Mitarbeiter                                                               | Josef Zasche                                   | 1911         | |                          | Wohnhaus für Mannesmann-Mitarbeiter                                                               |
| Dukelská (früher Eidlitzer Str.) (Standort)                    | Ehem. Mannesmann-Werkssiedlung                                                                    |                                                | 1926         | Ehem. Mannesmann-Werkssiedlung |                          | Ehem. Mannesmann-Werkssiedlung                                                                    |
| Vinohradská / Dukelská (Standort)                              | Ehem. Mannesmann-Hochhaus                                                                         |                                                | 1960er Jahre | 2010 abgerissen |                          | Ehem. Mannesmann-Hochhaus                                                                         |
| Březenecká 4834 (Standort)                                     | Experimental-Wohnhochhäuser                                                                       | Rudolf Bergr (* 1934)                          | 1970–1980    | Experimentalbauten in Anlehnung an Le Corbusier (1887–1965) – Stil: Brutalismus |                          | weitere Bilder                                                                                    |
| Žižkovo náměstí 4796 (Standort)                                | Hochhaus – Hotel Armabeton                                                                        |                                                | 1970–1980    | Ehem. Hotel Armabeton |                          | Hochhaus – Hotel Armabeton                                                                        |
| Bezručova 4512 (Standort)                                      | Hochhaus Bezručova                                                                                |                                                |              | Hochhaus mit Kleinstwohnungen |                          | Hochhaus Bezručova                                                                                |
| Mostecká 5773 (Standort)                                       | Multifunktionsarena                                                                               |                                                | 2011         | SD Aréna Chomutov – Multifunktionsarena und Eissporthalle |                          | weitere Bilder                                                                                    |
| Mostecká 5786 (Standort)                                       | Kino Svět                                                                                         |                                                |              | Kino |                          | Kino Svět                                                                                         |
| im Bezručovo údolí (Standort)                                  | Aquädukt Chomutov                                                                                 |                                                | 1957         | Aquädukt Chomutov über den Assigbach (Chomutovka), Teil des Wasserzuführungssystem Podkrušnohorský přivaděč                                                                                |                          | weitere Bilder                                                                                    |